# Martin Salemi
Martin Salemi est un compositeur, pianiste et claviériste de jazz, né à Bruxelles le 30 décembre 1988. Il compose également pour le théâtre et le cinéma.

## Biographie
Martin Salemi naît le 30 décembre 1988 à Bruxelles. Ses parents sont Jean-Claude Salemi et Anne Catherine Van Santen, illustrateurs belges,. Son père, aussi guitariste, l'initie tôt à la musique, d'abord à l'harmonica puis à l'accordéon. Issu d'une famille de mélomanes et de collectionneurs de disques, il découvre notamment les Beatles qui deviendront son premier grand choc musical,.

### Formation
Il commence le piano à l’âge de six ans et suit la méthode dite « Baertsoen » à l’école de musique « Blanches et Noires ». Après avoir fini le cycle de cinq années, il continue son apprentissage en suivant des cours privés. C'est en suivant des cours avec le pianiste belge Frank Wuyts que le déclic se fait pour le jazz.
Après ses études secondaires, il étudie un an au Conservatoire Royal de Liège en élève libre le piano classique, la composition et l’improvisation libre avec Etienne Rappe, Michel Fourgon et Michel Massot, et suit parallèlement les cours de jazz à l’académie d’Evere, chez Stéphane Mercier et Nathalie Loriers. Il participe également aux stages donnés par Les Lundis D'Hortense et l'AKDT à Libramont.
Il intègre ensuite le Koninklijk Conservatorium Brussel, section piano jazz et y suit des cours avec entre autres Nathalie Loriers, Diederik Wissels, Bart De Nolf, Christophe Wallemme, John Ruocco et Kris Defoort. Il termine ses études en 2013 avec distinction,,.

### Carrière
Il fonde son premier groupe en 2005, OPMOC avec lequel il sort trois albums et tourne en Belgique et à l'étranger pendant dix ans. Influencé entre autres par la Mano Negra, le groupe tourne autant dans les festivals d'été en Europe que dans les rues du Mexique, du Bélize ou du Guatemala. Ensemble, ils participent à la création sonore du spectacle 100 % Bruxelles, mis en scène par le collectif de théâtre allemand Rimini Protokoll et commandé par le Kunstenfestivaldesarts en 2014.
En 2014 également, il compose et interprète la musique de la pièce de théâtre Le Passeur, adapté du roman de Lois Lowry et mise en scène par Martin Goossens, qui tournera pendant trois ans.
En 2016, il rejoint le groupe Otto Kintet qui fusionne les genres jazz, musique du monde, funk et musique classique.
L'année suivante, en 2017, il est signé sur le label belge Igloo Records et sort son premier album en trio, Short Stories avec Toine Cnockaert à la batterie et Mike Delaere à la contrebasse. Contenant huit morceaux dont six compositions originales, une reprise des Beatles et une autre de Lennie Tristano, l'album est acclamé par la critique belge et internationale : « Il y a du Bill Evans et du Keith Jarrett chez ce jeune musicien (...) à tomber », (Le Soir), « Je ne peux vraiment pas encenser cet album assez fort (...) Obtenez-le ! », (Lynn René Bayley, US).
Il remporte le premier prix du concours de jazz international B-Jazz International Contest en 2018,. Cette victoire lui permet de jouer avec son trio en Espagne ainsi qu'en Italie. La victoire d'un groupe belge à ce concours d'envergure internationale est qualifiée d'« exceptionnelle » par la presse nationale belge RTBF. Toujours cette année-là, il effectue la création sonore de la pièce de théâtre 2h14, mise en scène par Manon Coppée. La pièce recoît les Prix de la Ministre de la Jeunesse et Prix Kiwanis aux Rencontres Théâtre Jeune Public.
Le réalisateur de cinéma belge Luc Jabon lui commande la musique de son documentaire Bruxelles/Brussel, Une Traversée Urbaine en 2019,. Parallèlement, il effectue la création sonore de la pièce de théâtre jeune public Mon P'tit Coco, mise en scène par Ariane Buhbinder.
En 2021, il sort son deuxième album en trio sur Igloo Records, About Time avec Daniel Jonkers à la batterie et Boris Schmidt à la contrebasse,,,. L'album obtient 4 étoiles dans Jazz Magazine (FR) et est considéré un « classique instantané » par Philippe Baron (RTBF).
En 2023, au retour d'une tournée au Japon avec son trio, il sort son troisième album sur Igloo Records Leaving: Live On Tour,,,. L'album est notamment remarqué par Stephen Graham, cofondateur de Jazzwise (UK) : « Le trio fait preuve d'élégance tout au long du disque (...) Un son sophistiqué qui mérite d'être mieux connu au-delà de leur pays d'origine. »
En 2024, il sort son quatrième album en tant que leader sur le label Igloo Records, Daylight, cette fois-ci en quintet avec les musiciens Daniel Jonkers, Boris Schmidt, Sylvain Debaisieux et Lorenzo Di Maio. L'album suscite un accueil enthousiaste du public et de la critique : « Le premier album du quintet jongle avec les genres pour dessiner un jazz aussi moderne qu’accessible (…) A découvrir d’urgence » - Mailï Bernaerts (La Libre).
Il joue régulièrement à l'étranger, avec notamment des tournées en France, au Royaume-Uni, en Allemagne, en Azerbaïdjan, en Italie, en Espagne ou encore au Japon,,,,,.

### Muzik1030 Bar
En juin 2021, il lance avec le soutien de la commune de Schaerbeek le projet « Muzik1030 Bar » ,, : « La mise sur pied d’une aide financière et logistique pour l’organisation de concerts dans les bars, afin de redynamiser les milieux de la Culture et de l’Horeca ». Le projet fait la une des presses régionales et nationales, et permet en une année la réalisation de plus de 180 concerts dans les cafés Schaerbeekois, en engageant plus de 600 musicien.ne.s. Le projet est relancé l'année suivante et existe encore à ce jour.
En mai 2023, Muzik1030 Bar fêtait son 350e concert, ayant fourni du travail à plus de 1 000 musicien.ne.s depuis sa création.

## Discographie

### En tant que leader
- 2012 : Journeys - OPMOC
- 2014 : Nous Etions Ailleurs - Nous Etions Ailleurs
- 2015 : Unsaid - Martin Salemi Trio (EP)
- 2015 : No Borders - OPMOC
- 2017 : Short Stories - Martin Salemi (Igloo Records)
- 2017 : OPMOC - OPMOC
- 2021 : About Time - Martin Salemi (Igloo Records)
- 2023 : Leaving: Live On Tour - Martin Salemi (Igloo Records)
- 2024 : Daylight - Martin Salemi (Igloo Records)

### En tant que sideman et/ou co-leader
- 2015 : Live à la Jazz Station - Swingobox
- 2016 : Otto Kintet - Otto Kintet
- 2018 : Gloed - Otto Kintet (Zennez Records)
- 2018 : Home Session - Salemi/Cabras/Sicx
- 2021 : Pico - Otto Kintet (Zennez Records)
- 2022 : En attendant… - Jean-Claude Salemi & Martin Salemi
- 2022 : Pico Sessions - Otto Kintet (Zennez Records)
- 2024 : Wildernis - Otto Kintet (Choux de Bruxelles)

### En musique de film et/ou de théâtre
- 2002 : Boite B – Babel (théâtre)
- 2006 : Mosk – Théâtre de l’étoile (théâtre)
- 2010 : Ne Pas Toucher – Vincent Blairon (court-métrage)
- 2014 : 100% Brussels – Rimini Protokoll (théâtre)
- 2014 : Le Passeur – Cie Domya, directed by Martin Goossens (théâtre)
- 2018 : Simon Pleure – Sergio Guataquira Sarmiento (court-métrage)
- 2018 : 2h14 – Cie La P’tite Canaille, directed by Manon Coppée (théâtre)
- 2018 : D’un palace un taudis – Vincent Blairon (court-métrage)
- 2019 : Bruxelles-Brussel, Une Traversée Urbaine – Luc Jabon (long-métrage documentaire)
- 2019 : Mon P’tit Coco – Cie La Berlue/Cie l’Anneau, directed by Ariane Buhbinder (théâtre)